# Over Now
Over Now – singel amerykańskiego zespołu muzycznego Alice in Chains, promujący album koncertowy Unplugged, opublikowany w lipcu 1996. Autorem tekstu jest Jerry Cantrell, będący wraz z Seanem Kinneyem współkompozytorem. Utwór, w wersji studyjnej pochodzącej z albumu Alice in Chains (1995), został zamieszczony na ostatnim, dwunastym miejscu. Czas trwania wynosi 7 minut i 4 sekundy, co sprawia, że „Over Now” należy do jednej z dłuższych kompozycji wchodzących w skład płyty oraz w całej dyskografii zespołu. Singel został wydany w lipcu 1996 nakładem wytwórni Columbia.

## Historia nagrywania
W wywiadzie dla „Guitar” autor Jerry Cantrell przyznał: „Jest to jedna z tych rzeczy, którą Mike, Sean i ja zrobiliśmy razem, nim zaczęliśmy jeszcze nagrywać. Występuje tu również otwarte strojenie. To była jedyna rzecz, która została zrobiona w London Bridge Studio, gdy tworzyłem rzeczy na własną rękę. Zabraliśmy go do Bad Animals Studio w Seattle i nagraliśmy wszystko, z wyjątkiem ścieżki perkusyjnej. To jest świetny perkusyjny numer. Sean znienawidził to i rzucił swoją perkusją po tym nagraniu”.

## Analiza

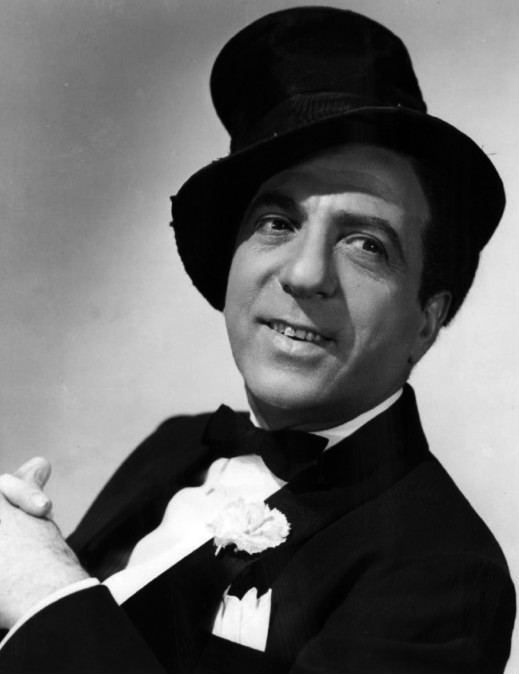
Jako intro został wykorzystany fragment „Good Night” Teda Lewisa

W rozmowie z „Request” Cantrell odniósł się do interpretacji warstwy lirycznej: „Tu chodzi o zespół, o rozpad jaki miał miejsce między nami; wers: «Can you stand right here and look me in the eye and tell me it’s over». Nie mogliśmy tego zrobić gdy do tego doszło. Nawet jeżeli dziś miałoby się to skończyć, kocham chłopaków w tym zespole, nawet gdybyśmy mieli już nic więcej razem nie nagrać”. Sean Kinney dodał: „Tak, ostatnią rzeczą jaką chcemy zrobić, to upadać na nasze twarze przed 30 tys. publicznością każdego wieczora. Nie chcemy skończyć jak gruby Elvis, wspomagany pigułkami, płacząc na scenie w Las Vegas”.
„Over Now” został skomponowany przez Cantrella i Kinneya. W notatce dołączonej do box setu Music Bank (1999) gitarzysta wypowiedział się na temat warstwy brzmieniowej: „Jest to chyba najbardziej epicki utwór w naszym dorobku. Szczególnie charakterystyczna jest ta melodia pod koniec trwania piosenki. Utwór został napisany w otwartym strojeniu, był to pierwszy raz, gdy zdecydowaliśmy się na tego typu eksperyment”. Kompozycja, jak już zostało nadmienione, została napisana w otwartym strojeniu D, według obniżonego o pół tonu w dół schematu Db-Ab-Db-Gb-Bb-Eb. Podobnie jak singlowe utwory „Grind” i „Heaven Beside You”, charakteryzuje się wokalem prowadzącym Cantrella. Śpiew Staleya ogranicza się do partii wspierających w refrenach. Jako intro został wykorzystany 40-sekundowy fragment kompozycji „Good Night” z repertuaru jazzowego muzyka Teda Lewisa.

## Teledysk
Za teledysk do utworu stanowi nagranie z występu MTV Unplugged z 10 kwietnia 1996 w Majestic Theatre. Reżyserem jest Joe Perota. „Over Now” jest drugim koncertowym teledyskiem w dorobku zespołu. Podobna sytuacja miała miejsce przy „Bleed the Freak” z koncertowego wydawnictwa Live Facelift z 1991. Wideoklip został zamieszczony na albumie kompilacyjnym Music Bank: The Videos (1999).

## Wydanie
„Over Now” został opublikowany na singlu (nr. kat. CSK 8303) w lipcu 1996, promując album koncertowy Unplugged. Na stronie B zamieszczono studyjną wersję utworu, pochodzącą z albumu Alice in Chains.
W późniejszym czasie „Over Now”, w wersji pochodzącej z wydawnictwa Unplugged, ukazał się na dwóch albumach kompilacyjnych – Music Bank (1999) oraz The Essential Alice in Chains (2006).

## Odbiór

### Krytyczny
Terry Pettinger z magazynu „Circus” napisał: „«Over Now» wydaje się szczególnie zrezygnowany. Wokale Staleya i Cantrella łączą się z tonem, niestety pokonując smutek. Muzycznie utwór ten przemierza między uczuciami nadziei i poddania. Kończy się pojedynczym dźwiękiem gitary, który pozostawia słuchacza z uczuciem chłodu”. Jon Wiederhorn z „Rolling Stone’a” zwrócił uwagę na fakt, że warstwa liryczna odnosi się do Cantrella, który „rozmyśla o przetrwaniu rozbitego związku”. Autor przyznał również, że „Over Now”, ze względu na swoje alternatywne brzmienie, gdzie jedną z głównych ról odgrywa akompaniament gitary akustycznej, pasuje do zestawu kompozycji zawartych na minialbumie Jar of Flies. Krzysztof Celiński z miesięcznika „Tylko Rock” napisał: „Bardziej typowy rock w gitarowym stylu Rolling Stonesów, a wokalnym… znowu Crosby, Stills and Nash. Rzecz brzmi najbardziej melodyjnie ze wszystkich utworów na płycie”.

### Komercyjny
3 sierpnia 1996 „Over Now” zadebiutował na 38. lokacie notowania Mainstream Rock Tracks. 21 września, po ośmiu tygodniach obecności na liście, awansował na 4. pozycję, na której utrzymał się przez kolejne cztery tygodnie. 24 sierpnia „Over Now” zadebiutował w notowaniu Modern Rock Tracks, na 32. miejscu. 5 października, po siedmiu tygodniach, uplasował się na 24. lokacie. Łącznie notowany był przez czternaście tygodni. Singel Alice in Chains został odnotowany również na listach magazynu „RPM”, gdzie dotarł do 50. lokaty.
W zestawieniu końcoworocznym Mainstream Rock Tracks z 28 grudnia 1996, opracowanym przez tygodnik „Billboard”, „Over Now” zajął 14. pozycję.

## Utwór na koncertach
„Over Now” został wykonany na żywo raz. Miało to miejsce podczas koncertu z serii MTV Unplugged, który odbył się 10 kwietnia 1996 w nowojorskim Majestic Theatre w Brooklyn Academy of Music. Występ został zarejestrowany i wydany 30 lipca na albumie Unplugged.

## Lista utworów na singlu
singel CD (CSK 8303):
| Nr | Tytuł utworu                                 | Autorzy                      | Długość |
| -- | -------------------------------------------- | ---------------------------- | ------- |
| 1. | „Over Now” (wersja koncertowa MTV Unplugged) | Jerry Cantrell • Sean Kinney | 5:50    |
| 2. | „Over Now” (wersja albumowa)                 | Cantrell • Kinney            | 6:21    |
|    |                                              |                              | 12:11   |

## Personel
Opracowano na podstawie materiału źródłowego:
|  | Alice in Chains - Layne Staley – wokal wspierający - Jerry Cantrell – śpiew, gitara akustyczna - Mike Inez – gitara basowa - Sean Kinney – perkusja Dodatkowy personel - Scott Olson – gitara akustyczna | Produkcja - Producent muzyczny: Toby Wright, Alice in Chains - Produkcja dla MTV: Alex Coletti - Inżynier dźwięku: John Harris, Toby Wright - Miksowanie: Toby Wright w MSR Studios, Nowy Jork - Mastering: Stephen Marcussen w Marcussen Mastering Studio, Hollywood |

## Notowania
| Lista (1996)                               | Pozycja |
| ------------------------------------------ | ------- |
| Australia Hit Seekers (Australia)          | 15      |
| Mainstream Rock Tracks (Stany Zjednoczone) | 4       |
| Modern Rock Tracks (Stany Zjednoczone)     | 24      |
| RPM 100 Hit Tracks (Kanada)                | 50      |

### Notowania końcoworoczne
| Lista (1996)                               | Pozycja |
| ------------------------------------------ | ------- |
| Mainstream Rock Tracks (Stany Zjednoczone) | 14      |